# Lajeosa (Oliveira do Hospital)
Lajeosa (gelegentlich auch Lageosa) ist eine Ortschaft und ehemalige Gemeinde (Freguesia) im portugiesischen Kreis (Concelho) von Oliveira do Hospital. Am 30. Juni 2011 hatte die Gemeinde 553 Einwohner auf einer Fläche von 5,2 km². Seit 2013 gehört Lajeosa zur neugeschaffenen Gemeinde Lagos da Beira e Lajeosa.

## Geschichte
Der Ort wurde erstmals im Jahr 1258 erwähnt. 1527 war der Ort Sitz eines eigenständigen Kreises (Concelho), kam jedoch nach wenigen Jahren zum Kreis Vila do Casal. Seit dessen Auflösung am 6. November 1836 gehört Lajeosa zum Kreis Oliveira do Hospital.
Im Rahmen der umfangreichen öffentlichen Sparmaßnahmen, und der dabei angekündigten Zusammenlegungen zahlreicher Gemeinden im ganzen Land, wurde auch die Auflösung der eigenständigen Gemeinde Lajeosa angekündigt. Die Kreisverwaltung lehnte die anstehenden Auflösungen ab.
Im Zuge der kommunalen Neuordnung Portugals am 29. September 2013 wurde die Gemeinde Lajeosa mit Lagos da Beira zur neuen Gemeinde União das Freguesias de Lagos da Beira e Lajeosa zusammengeschlossen. Sitz der neuen Gemeinde wurde Lagos da Beira.

## Kultur und Sehenswürdigkeiten
Die Gemeindekirche Igreja Paroquial de Lageosa (auch Igreja de Nossa Senhora da Expectação) stammt aus der ersten Hälfte des 18. Jahrhunderts und steht unter Denkmalschutz.